# Icart Point
Icart Point är en udde i kronbesittningen Guernsey). Den ligger i den södra delen av landet. Icart Point ligger på ön Guernsey.
Terrängen inåt land är platt.  Närmaste större samhälle är St. Peter Port, 5,2 km norr om Icart Point.